# Racing de Sama
El Club Langreano (anteriormente Racing de Sama) fue un club de fútbol de España de Sama de Langreo, en Asturias. Fue fundado en 1915 y en 1961 se fusionó con el Círculo Popular de La Felguera formando el Unión Popular de Langreo. 
En 2005 el empresario Elviro Vázquez fundó un club llamado Racing Club de Sama que desapareció en 2009.

## Historia

### Desde 1915 hasta la fusión
El Racing de Sama se funda en 1915 tras el auge del fútbol en esa década en la zona, que fue introducido por universitarios que estudiaban fuera de Asturias. La Federación Asturiana nace en esa época y así es que en la temporada 1916-17 el Racing disputa su primer campeonato.
En 1921 se da un salto de calidad al fichar al internacional con la selección española Félix Sesúmaga como entrenador y jugador, si bien como jugador sólo podía actuar en los partidos amistosos, debido a normas de la Federación. El cuadro samense consigue con Sesúmaga en el banquillo dos campeonatos consecutivos de la Segunda Categoría Regional.
En 1925 con ocasión de las fiestas de Santiago de Sama se disputa un trofeo contra el Español de Barcelona, que vence al Racing por 0-1 merced a una gran actuación del portero Ricardo Zamora, uno de los mejores futbolistas del mundo en aquel momento.
El Racing se ganó el pase al Campeonato Amateur de España en la temporada 1933-34, en el que quedó a las puertas de la final tras ser eliminado por el Unión de Irún en semifinales. Nueve años más tarde volverían al torneo, tras eliminar en la fase regional al Oriamendi de Gijón. Tras eliminar a Tanagra (de Cantabria), Ibérico (de Burgos), Eiriña (de Pontevedra) y Erandio llega a semifinales contra el equipo aficionado del Fútbol Club Barcelona. Vence por 6-0 en el Campo de la Torre y pierde por 2-1 en Les Corts, lo que le vale el pase a la final, contra el Sevilla FC aficionado. La final es el campo de Mestalla y el Racing vence por 3-1 proclamándose campeón de España de fútbol aficionado.
Este campeonato lo logró como Club Langreano, pues en 1941, tras la victoria franquista en la Guerra Civil, se prohíben los extranjerismos en los nombres, que eran muy habituales por el origen inglés del deporte.
En 1943, además del campeonato de España, el Langreano queda incluido en la tercera división, en la que estaría los 18 años hasta la fusión, en 1961.
El Langreano tenía mucha rivalidad con el Círculo Popular de La Felguera, ya que el fútbol no era ajeno a los grandes localismos que existían en Langreo, especialmente entre Sama y La Felguera. En 1961, siendo presidente Honorino Montes Riera, se dio un gran paso para finalizar estas rivalidades y tratar de unir al concejo, firmándose el 4 de julio de ese año la fusión entre los dos grandes equipos de Langreo, dando lugar al Unión Popular de Langreo.

### El Racing Club de Sama moderno (2005-2009)
El 30 de agosto de 2005, Elviro Vázquez, propietario de una empresa de calefacción y saneamiento que lleva su nombre, presenta su dimisión irrevocable como vicepresidente del Unión Popular de Langreo. Es entonces cuando, tras esas desavenencias con la directiva del Unión, decide crear un nuevo club en la ciudad con el apoyo económico de su empresa, EVASA, y de la constructora URVISA.
El 15 de diciembre de ese año Elviro presenta oficialmente, entre una gran polémica, el nuevo Racing de Sama, con la misma equipación, nombre y escudo que el antiguo Racing de Sama (1915-1961). Partiría desde la Segunda Regional, categoría más baja del fútbol asturiano, presentándose con fichajes como Fran Álvarez, exjugador de Real Madrid Castilla y Rodri, del Playas De Jandia de Fuerteventura y en esa presentación el presidente se comprometió a subir el equipo año a año hasta la tercera división, categoría en la que milita el Unión Popular, promesa que repetiría más adelante. El propio Elviro también diría que «en unos años el Racing superará al UP Langreo», que ejemplifica la intención con la que se refunda al equipo.
El proyecto se encontró desde el principio con una gran oposición, como la del Ayuntamiento de Langreo, la del Gobierno del Principado de Asturias, la de partidos políticos como el PSOE (en el mando por entonces en Langreo y el Principado) o IU, pero sobre todo la de los aficionados del Unión Popular de Langreo, que prácticamente en su totalidad siguieron apoyando al club de Ganzábal, presentando el Racing unas entradas muy pobres, rondando los 100 espectadores. Los grandes apoyos del Racing fueron sobre todo las empresas patrocinadoras, pero también destaca el de gran parte de la prensa asturiana, que realizaron gran cobertura al equipo, con a veces más información que el propio Unión Popular. El rechazo institucional al proyecto de Elviro hizo que no fuera posible su pretensión de jugar en el Estadio Ganzábal, de propiedad municipal y sede del Unión, y antes de la fusión, del Círculo Popular de La Felguera.
En el apartado deportivo, el apoyo económico de EVASA y URVISA permitió al club contar con jugadores de categoría muy superior a la Segunda Regional. En el banquillo Elviro contrató a Luis Peinado, exjugador del UPL, que sería cesado en noviembre de ese año. Con 27 victorias y 3 empates, el Racing arrasó en su primera temporada tras la refundación y ascendió directamente, con una ventaja de 21 puntos sobre el segundo clasificado, la UD Sariego.
A pesar de las altas fichas pagadas para la categoría, se cierra el año con un superávit de 11.000 euros y se tiene un presupuesto para la 2007-08, de 98.200 euros. En esa temporada en Primera Regional se sigue el guion de la anterior y se conforma una plantilla con unos sueldos mucho mayores al resto de equipos, lo que hace que se consiga otro claro primer puesto con 27 victorias, 5 empates y 2 derrotas, siendo la mayoría de los tropiezos con el campeonato ya decidido. El primer equipo que batió al Racing en su nueva etapa fue el Iberia CF de Bimenes, tras ganar en su campo por 3-1 el 30 de marzo de 2008, rompiendo una racha de 58 partidos invicto.
En la temporada 2008-09, en la que compite en Regional Preferente, el presupuesto sigue muy por encima del resto de rivales, siendo de 120.000 euros. Sin embargo, el comienzo de liga no va acorde a lo esperado por Elviro y sufre varios tropiezos que le impiden consolidarse en la zona de ascenso. Tras uno de ellos, el 22 de noviembre de 2008 tras perder en la jornada 13 por 1-2 frente al CD Tineo, Elviro culpa de los mismos a una persecución arbitral y anuncia que retirará el equipo al finalizar la primera vuelta. Asimismo, acusa de esta persecución a una «mano negra» que no querría un enfrentamiento entre el Racing y el Unión Popular.
Cuando el equipo acaba esa temporada en 6ª plaza, a siete puntos del ascenso, Elviro Vázquez decide retirar al equipo, desapareciendo y dejando una vacante en Regional Preferente que permitió el ascenso al Navia CF.

## Escudo[20]

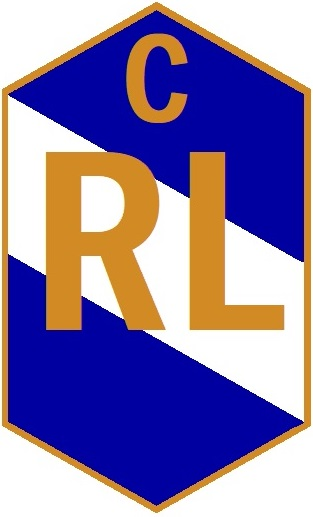

El escudo del Racing tiene forma francés antigua redondeada, con una franja diagonal azul que divide al escudo en dos partes con la inscripción, en letras doradas, SAMA. La parte inferior es ocupada por cuatro franjas verticales azules con fondo blanco. La superior también tiene fondo blanco y las siglas doradas R.S. Ocupando la zona de arriba de ésta, y sobresaliendo por encima se sitúa una corona de laurel que rodea a un pico y una maza que caracterizan la historia minera de Langreo.

El pico y la maza, símbolo de la minería.

Durante la época en que tuvo que cambiarse el nombre, el escudo 
era igual salvo las siglas R.S., que se cambiaron por las de C.L.

## Uniforme
Uniforme principal: Camiseta a rayas verticales azules y blancas, con ribetes dorados entre cada raya. Pantalón y medias azules.

## Campo

### De 1915 a 1961

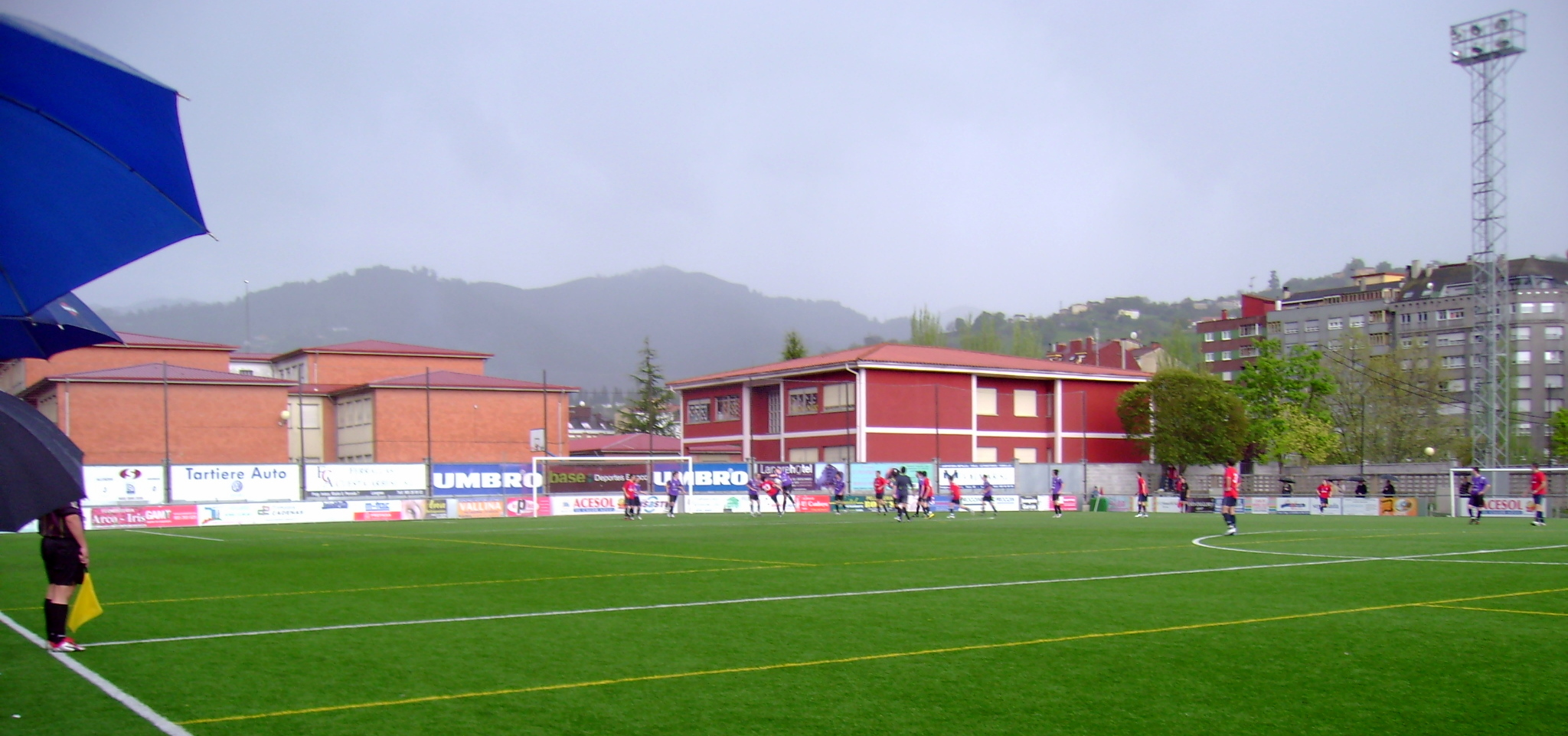
Campo de Los Llerones, pretendido por Elviro Vázquez.

Los primeros partidos de fútbol jugados en Langreo tenían como sede la ribera del río Nalón. El Racing de Sama jugaría sus primeros partidos en ésta, concretamente en la zona de Los Llerones.
Sin embargo para los primeros campeonatos el club jugaba ya en el campo de La Quintana. Ese fue su sede hasta el verano de 1920, pues Carbones La Nueva necesitaba esos terrenos y el Racing fue desalojado, volviéndose a instalar en una zona próxima a su primer campo en Los Llerones. No duraría mucho en su segunda andanza en la zona, pues pronto encontraría un campo definitivo, el Torre de los Reyes.

### El moderno Racing (2005-2009)
Una vez creado el moderno Racing Club en 2005, la idea de Elviro era jugar en el Estadio Nuevo Ganzábal, sede del Unión Popular de Langreo aunque de propiedad municipal. Le fue negado, pues tanto el Unión como el Ayuntamiento no veían con buenos el nuevo Racing, y el empresario eligió entonces el Guillermo Menéndez Coto, de hierba sintética, en el distrito de Lada.
Para la temporada 2008-09 el presidente pidió jugar en el también sintético de Los Llerones, en Sama. Este campo es propiedad de la Consejería de Educación del Principado de Asturias y es sede de los equipos del Alcázar Club de Fútbol, club de fútbol base samense. En una entrevista en noviembre de 2008 renuncia al Ganzábal por estar en La Felguera, y se centra en Los Llerones, al que considera campo ideal para el Racing por estar en Sama y no estar ocupado los domingos por la tarde. Pero, en esa misma entrevista, aclara que es el Alcázar el causante del rechazo de la petición de Elviro.

## Datos del club

### De 1915 a 1961
- Temporadas en Tercera División: 18

| PJ  | PG  | PE | PP  | GF  | GC  | PTS |
| --- | --- | -- | --- | --- | --- | --- |
| 466 | 199 | 80 | 187 | 870 | 894 | 478 |

### El Racing nacido en 2005
- Temporadas en Regional Preferente: 1
- Temporadas en Primera Regional: 1
- Temporadas en Segunda Regional: 1

| Temporada | Categoría           | Puesto | PG | PE | PP | GF  | GC |
| --------- | ------------------- | ------ | -- | -- | -- | --- | -- |
| 2006-07   | Segunda Regional    | 1º     | 27 | 3  | 0  | 142 | 27 |
| 2007-08   | Primera Regional    | 1º     | 27 | 5  | 2  | 85  | 27 |
| 2008-09   | Regional Preferente | 6º     | 17 | 11 | 10 | 57  | 43 |

## Entrenadores

### Desde la refundación
- 2006: Luis Peinado
- 2006 - 2007: Manuel Madueño
- 2007 - 2009: José Enrique Suárez

## Palmarés
- Campeonato de España de Aficionados (1): 1943.